# Hans-Peter Nolting
Hans-Peter Nolting (* 5. Januar 1945 in Bremervörde) ist ein deutscher Psychologe im Ruhestand. Nolting lehrte Pädagogische Psychologie an der Georg-August-Universität Göttingen.

## Noltings Ansatz zur Aggression
Nolting verband in seinem Ansatz Lernfall Aggression: wie sie entsteht – wie sie zu vermindern ist  (2014) und Psychologie der Aggression : Warum Ursachen und Auswege so vielfältig sind (2015) ein integratives Erklärungsmodell von lerntheoretischen und frustrationstheoretischen Annahmen. Dabei vermutet er, dass die Entwicklung von Aggressionen teils durch Erbanlagen sowie teils durch Lernvorgänge verursacht wird. Er konzipierte ein Erklärungsmodell mit vier Kategorien, die aggressives Verhalten bestimmen:
1. die aktuellen, inneren Prozesse
2. die äußeren Faktoren
3. die Voraussetzungen der Person (Einstellungen und Fähigkeiten)
4. schließlich das Entwicklungspotential des Menschen.

Er versucht, mit diesem Modell vor allem Lehrpersonen Leitfaden und Orientierungshilfe in schwierigen Unterrichtssituationen zu geben.

## Integrative Psychologiedidaktik
Nolting hat eine psychologiedidaktische Konzeption entwickelt, die Integrative Psychologiedidaktik. Die Grundfrage der integrativen Psychologiedidaktik ist, wie man so in die Psychologie einführt, dass man dem psychischen System als vernetztem Ganzen gerecht wird. Ihr Name verdankt sich der Grundidee, die Psychologie nicht entsprechend ihrer fachlichen Gliederung, d. h. durch ihre Subdisziplinen, zu lehren oder lernen, sondern anhand eines integrierten Modells des psychischen Geschehens, das das Nachdenken über psychologische Phänomene organisiert.
Dieses Modell umfasst (entsprechend der Grundidee vieler psychologischer Modelle, dass Verhalten und Erleben immer durch eine Interaktion von Person und Umwelt zustande kommt) Merkmale der Person (Motive, Kompetenzen, Einstellungen, Fertigkeiten) auf der einen Seite und situative Faktoren/interpersonale Bezüge auf der anderen Seite. Diese werden genutzt, um aktuelle psychische Prozesse und das Verhalten zu verstehen; Nolting schlägt vor, immer mit der Interaktion anzufangen. Erst danach sollen die aktuellen psychischen Prozesse (Wahrnehmung, erfassendes Denken, Emotion, Motivation, planendes Denken) und ihre Beziehung zum Verhalten thematisiert werden.

## Einzelbelege
1. ↑  H.P. Nolting: Störungen in der Schulklasse. 14. Auflage. Beltz, 2017 (beltz.de [PDF]).
2. ↑  Hans-Peter Nolting: Abschied von der Küchenpsychologie. Rowohlt, Hamburg 2012, ISBN 978-3-499-62971-6, S. 88.
3. ↑  Hans-Peter Nolting: Abschied von der Küchenpsychologie. Rowohlt, Hamburg 2012, ISBN 978-3-499-62971-6, S. 88.
4. ↑  Hans-Peter Nolting; Peter Paulus: Psychologie lernen. 15. Auflage. Beltz, 2018, ISBN 978-3-621-28626-8.

| Personendaten    | Personendaten        |
| ---------------- | -------------------- |
| NAME             | Nolting, Hans-Peter  |
| KURZBESCHREIBUNG | deutscher Psychologe |
| GEBURTSDATUM     | 5. Januar 1945       |
| GEBURTSORT       | Bremervörde          |